# Arvicanthis niloticus
Espèce
Statut de conservation UICN

 LC  : Préoccupation mineure
Arvicanthis niloticus (rat du Nil ou rat roussard) est une espèce de mammifères de la famille des Muridae, d'origine africaine.
Cette espèce de rat est commune en Afrique, notamment dans la vallée du Nil et dans les pays du Sahel.

## Description

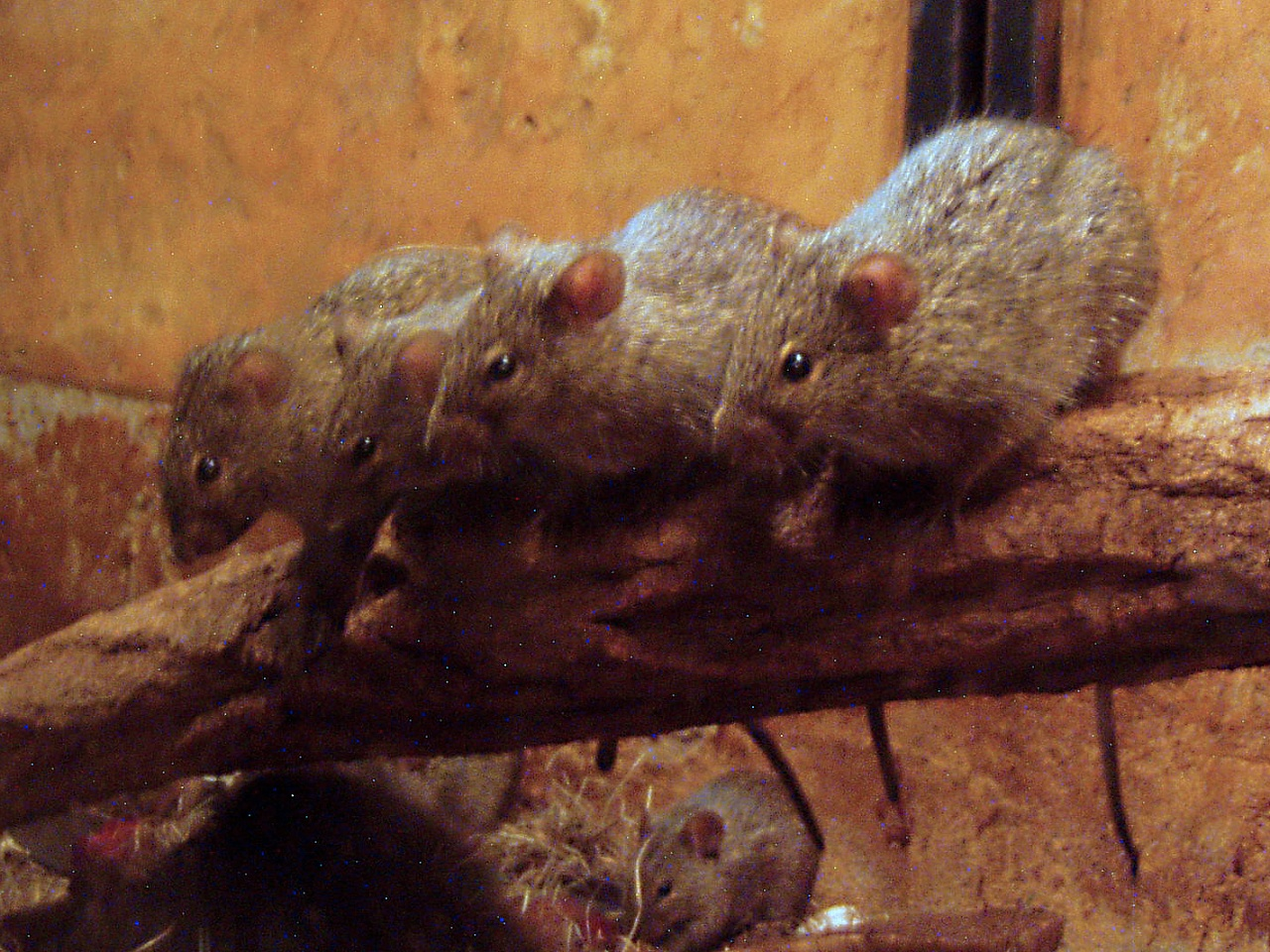
Arvicanthis niloticus

Arvicanthis niloticus est un rongeur de taille moyenne, avec la longueur de la tête et du corps entre 159 et 202 mm, la longueur de la queue entre 125 et 173 mm, la longueur du pied entre 33 et 42 mm, la longueur du les oreilles entre 19 et 23 mm et un poids jusqu'à 201 g.
La fourrure est rugueuse. Les poils dorsaux sont jaunâtres avec des pointes noirâtres et une base noire. De longs poils jaunes ou oranges sont présents sur le dessous. Une bande dorsale foncée plus ou moins distincte s'étend de la tête à la base de la queue. Les parties ventrales sont blanchâtres, avec la base des poils noirâtres. Les zones où se trouvent les moustaches, les yeux et une petite tache derrière chaque oreille sont orange. Les Arvicantis niloticus ont de longs poils jaunâtres à orangés sur le croupion. La queue est plus courte que la tête et le corps, densément couverte de poils et bicolore avec une couleur noirâtre sur dessus et blanchâtre à jaunâtre dessous.
Le caryotype est 2n = 62, FN = 62-64.

## Taxonomie
Cette espèce est subdivisée en six sous-espèces :
- A. n. niloticus : Nil, Égypte;
- A. n. dembeensis (Rüppell, 1842): Soudan, Éthiopie, Érythrée; Tanzanie, Kenya, Burundi, Ouganda, République démocratique du Congo;
- A. n. naso (Pocock, 1934): Yémen;
- A. n. rhodesiae (St.Leger, 1932): Zambie;
- A. n. solatus (Thomas, 1925): Sénégal; Mauritanie, Mali, Niger, Tchad, Burkina Faso, Ghana, Nigeria, Cameroun et République centrafricaine;
- A. n. testicularis (Sundevall, 1843): Nil supérieur, Soudan central[2].

## Habitat
Ses habitats naturels sont la savane sèche, la savane humide, les fruticées humides subtropicaux ou tropicaux, les terres arables, les pâturages, les jardins ruraux, les zones urbaines, les terres irriguées et les terres agricoles inondées de façon saisonnière.